# Liacarus reticulatus
Liacarus reticulatus är en kvalsterart som beskrevs av Sandór Mahunka 1966. Liacarus reticulatus ingår i släktet Liacarus och familjen Liacaridae. Inga underarter finns listade i Catalogue of Life.